# العلاقات البالاوية البليزية
العلاقات البالاوية البليزية هي العلاقات الثنائية التي تجمع بين بالاو وبليز.

## مقارنة بين البلدين
هذه مقارنة عامة ومرجعية للدولتين:
| وجه المقارنة                                              | بالاو                         | بليز         |
| --------------------------------------------------------- | ----------------------------- | ------------ |
| المساحة (كم2)                                             | 465                           | 22.97 ألف    |
| عدد السكان (نسمة)                                         | 21.73 ألف                     | 374.68 ألف   |
| الكثافة السكانية (ن./كم²)                                 | 4.67 ألف                      | 16.31        |
| العاصمة                                                   | نغيرولمود، كورور              | بلموبان      |
| اللغة الرسمية                                             | لغة إنجليزية، اللغة البالاوية | لغة إنجليزية |
| العملة                                                    | دولار أمريكي                  | دولار بليزي  |
| الناتج المحلي الإجمالي (بليون دولار)                      | 291.54 مليون                  | 1.84 مليار   |
| الناتج المحلي الإجمالي (تعادل القوة الشرائية) بليون دولار | 326.12 مليون                  | 3.05 مليار   |
| الناتج المحلي الإجمالي الاسمي للفرد دولار أمريكي          | 13.50 ألف                     | 4.88 ألف     |
| الناتج المحلي الإجمالي للفرد دولار أمريكي                 | 14.76 ألف                     | 8.42 ألف     |
| مؤشر التنمية البشرية                                      | 0.780                         | 0.715        |
| رمز المكالمات الدولي                                      | +680                          | +501         |
| رمز الإنترنت                                              | .pw                           | .bz          |
| المنطقة الزمنية                                           | ت ع م+09:00                   | 00           |

## منظمات دولية مشتركة
يشترك البلدان في عضوية مجموعة من المنظمات الدولية، منها:
| علم المنظمة | اسم المنظمة                                 | تاريخ انضمام بالاو | تاريخ انضمام بليز |
| ----------- | ------------------------------------------- | ------------------ | ----------------- |
|             | مجموعة دول أفريقيا والكاريبي والمحيط الهادئ | ?                  | ?                 |
|             | مؤسسة التنمية الدولية                       | 16 ديسمبر 1997     | 19 مارس 1982      |
|             | الأمم المتحدة                               | 15 ديسمبر 1994     | 25 سبتمبر 1981    |
|             | البنك الدولي للإنشاء والتعمير               | 16 ديسمبر 1997     | 19 مارس 1982      |
|             | منظمة حظر الأسلحة الكيميائية                | ?                  | ?                 |
|             | مؤسسة التمويل الدولية                       | 16 ديسمبر 1997     | 19 مارس 1982      |
|             | وكالة ضمان الاستثمار متعدد الأطراف          | 16 ديسمبر 1997     | 29 يونيو 1992     |
|             | تحالف الدول الجزرية الصغيرة                 | ?                  | ?                 |
|             | يونسكو                                      | 20 سبتمبر 1999     | 10 مايو 1982      |

## وصلات خارجية
- موقع وزارة الخارجية البليزية